# Tobias Johansson (handbollsspelare)
Tobias Alexander "Rumän" Johansson, född 8 april 1989 i Göteborg, är en svensk handbollstränare och tidigare handbollsspelare (högernia/högersexa). Han spelade nio säsonger (2013–2022) för Redbergslids IK och är klubbens bästa målskytt i högsta ligan genom tiderna, med 1 279 mål.
Johanssons moderklubb är IK Sävehof, som han vann tre SM-guld (2010, 2011 och 2012).

## Meriter
- Två junior-SM-guld (2007 och 2008) med IK Sävehof
- Fyra SM-guld (2010, 2011, 2012 och 2024) med IK Sävehof